# Louder Than Hell
A Louder Than Hell az amerikai Manowar együttes nyolcadik nagylemeze, mely 1996-ban jelent meg. Az albumon új gitáros mutatkozott be Karl Logan személyében, valamint Scott Columbus is visszatért a dobok mögé. A borítót Ken Kelly készítette. Noha itt is minden dalt jegyez Joey DeMaio, de Karl Logan is aktívan részt vett a dalszerzésben. A kritikusok nem lelkendeztek egyöntetűen a lemezért, sokan kifogásolták a hosszát, valamint a dalok egyszerűbb szerkezetét. Ennek ellenére számtalan, a koncerteken is rendszeresen felbukkanó sláger hallható a lemezen.

## Számlista
1. "Return of the Warlord" (Karl Logan, Joey DeMaio) – 5:19
2. "Brothers of Metal Pt. 1" (DeMaio) – 3:54
3. "The Gods Made Heavy Metal" (Logan, DeMaio) – 6:03
4. "Courage" (DeMaio) – 3:49
5. "Number 1" (DeMaio) – 5:10
6. "Outlaw" (Logan, DeMaio, Joan Jett, Ricky Byrd, Kenny Laguna, Bob Halligan, Jr.) – 3:22
7. "King" (DeMaio) – 6:25
8. "Today Is a Good Day to Die" (DeMaio) – 9:42
  - Instrumentális
9. "My Spirit Lives On" (Logan, DeMaio) – 2:10
  - Gitár szóló
10. "The Power" (DeMaio) – 4:09

## Zenészek
- Eric Adams – ének
- Karl Logan – gitár
- Joey DeMaio – basszusgitár, billentyűs hangszerek
- Scott Columbus – dob